# Nick Folk
Nicholas Alexander Folk (Los Angeles, 5 novembre 1984) è un giocatore di football americano statunitense che milita nel ruolo di kicker per i Tennessee Titans della National Football League.

## Carriera

### Dallas Cowboys
Folk fu scelto dai Dallas Cowboys nel corso del sesto (178º assoluto) del Draft NFL 2007. Nel quinto turno della sua prima stagione segnò un field goal da 53 yard che diede a Dallas la vittoria sui Buffalo Bills nel Monday Night Football, venendo premiato come giocatore degli special team della NFC della settimana. In quella stagione divenne il primo kicker rookie dei Cowboys a venire convocato per il Pro Bowl dopo avere segnato 26 field goal su 31. Stabilì anche un record di franchigia per punti segnati in una stagione da un kicker (131).
Nel 2008 Folk continuò ad essere affidabile, segnando il 91% dei suoi field goal. Nel 2009 tuttavia faticò segnando solo il 64,3% dei suoi field goal (18 su 28). Il 19 dicembre sbagliò un field goal da 23 yard e due giorni dopo quella partita fu svincolato, venendo sostituito da Shaun Suisham.

### New York Jets
Il 23 febbraio 2010 Folk firmò un contratto di un anno con i New York Jets. L'11 ottobre divenne il primo kicker dei Jets a segnare cinque field goal in una gara interna da Pat Leahy nel 1984. Il 17 ottobre stabilì un record di franchigia e un primato personale segnando da 56 yard contro i Denver Broncos. La sua stagione si chiuse segnando 30 field goal su 39. Nel turno delle wild card dei playoff contro gli Indianapolis Colts l'8 gennaio 2011, Folk segnò il field goal della vittoria a tre secondi dal termine. I Jets raggiunsero la finale della AFC, dove persero contro i Pittsburgh Steelers.
Nel primo turno della stagione 2011, Folk segnò da 50 yard a 27 secondi dal termine, dando ai Jets la vittoria per 27–24 sui suoi ex Cowboys. La sua stagione si chiuse con 19 marcature su 25 tentativi.

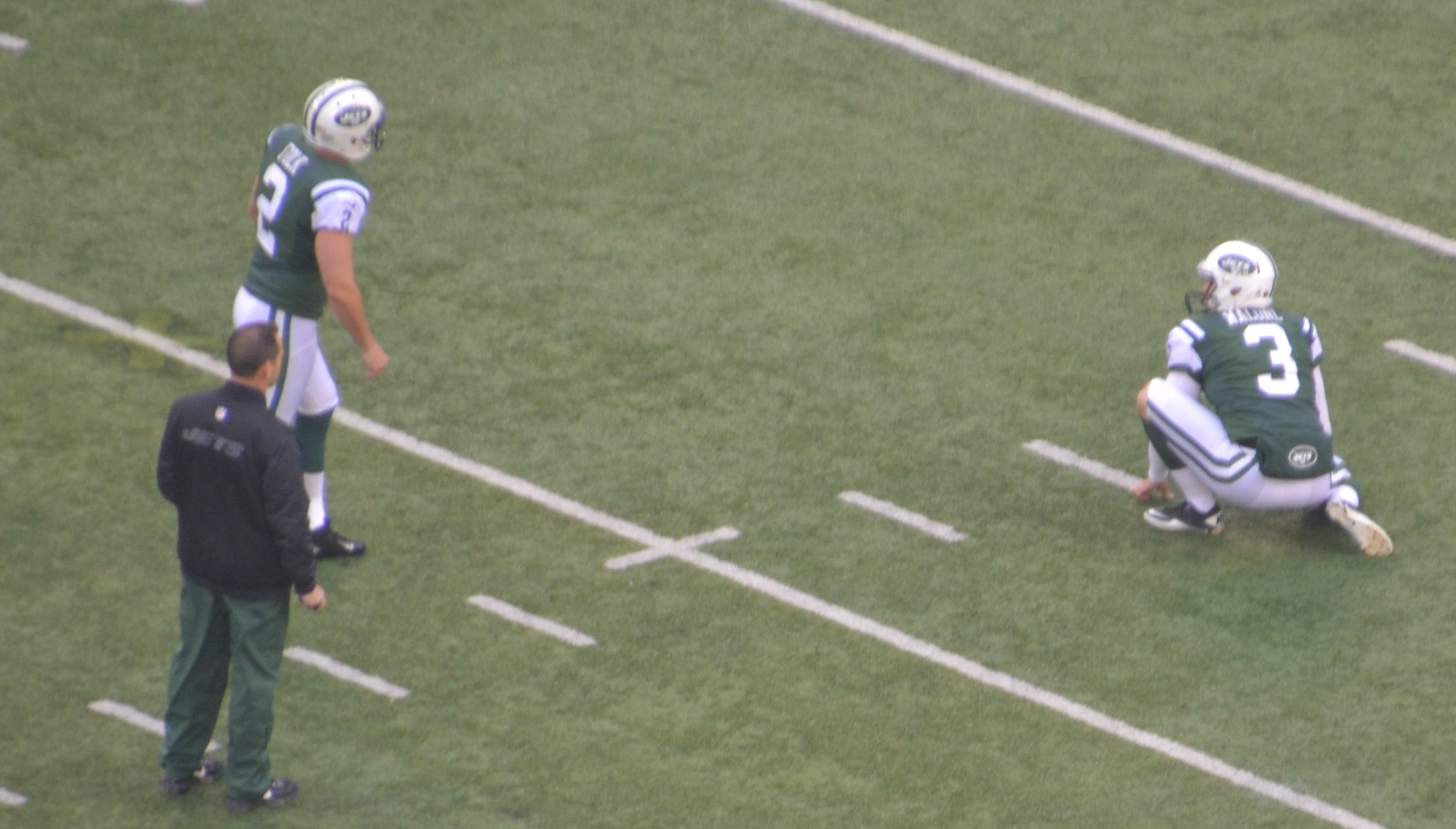
Folk (a sinistra) con i Jets nel 2012

Il 14 marzo 2012 Folk rifirmò con i Jets. Quell'anno segnò 21 field goal su 27.
Nella pre-stagione 2013, Folk batté Billy Cundiff per il ruolo di kicker titolare. Nella prima partita, con 7 secondi al termine, segnò da 48 yard il field goal della vittoria sui Tampa Bay Buccaneers. Si ripeté nel quinto turno nella vittoria per 30–28 sugli Atlanta Falcons. Nella settimana 7 contro i New England Patriots calciò il field goal della vittoria nei tempi supplementari. Un record in carriera e di franchigia di 23 field goal segnati consecutivamente si interruppe da 48 yard nella sconfitta contro i Bills. La sua stagione si chiuse segnando il 91,7% dei suoi field goal, un record dei Jets.
Il 28 febbraio 2014 i Jets applicarono la franchise tag su Folk. Il 10 marzo firmò un nuovo contratto quadriennale da 12 milioni di dollari. In quella stagione guidò la NFL in field goal tentati (39) e fu terzo in field goal segnati (32), stabilendo un record di franchigia per il più lungo field goal in casa, 55 yard.
Nel riscaldamento della gara contro i Jacksonville Jaguars del 2015, Folk subì un infortunio che lo tenne fuori per il resto della stagione. Il 10 novembre 2015 fu inserito in lista infortunati. In otto partite segnò 13 field goal su 16.
Di ritorno dall'infortunio al quadricipite, Folk nel 2016 disputò tutte le partite, segnando 27 field goal su 31.
Il 23 febbraio 2017 fu svincolato per risparmiare spazio salariale. Chiuse al secondo posto di tutti i tempi della franchigia per punti segnati (729), field goal segnati (175) e primo in percentuale di realizzazione (81,3).

### Tampa Bay Buccaneers
Il 17 marzo 2017 Folk firmò come free agent con i Tampa Bay Buccaneers per competere con la scelta del secondo giro dell'anno precedente Roberto Aguayo. Il 12 agosto i Buccaneers svincolarono Aguayo dopo che sbagliò due field goal in una gara di pre-stagione. Il 1º settembre Folk fu nominato kicker titolare. Nella settimana 5 sbagliò tre field goal da 56, 49 e 31 yard nella sconfitta per 19–14 con i Patriots. Il 22 febbraio 2018 fu svincolato.

### Arizona Hotshots
Il 25 gennaio 2019 Folk fece un provino con i Chicago Bears ma non gli fu offerto un contratto. Il giorno successivo firmò con gli Arizona Hotshots della Alliance of American Football. Nella breve vita della lega, Folk stabilì il record della AAF segnando da 55 yard. La lega cessò le operazioni nell'aprile 2019.

### New England Patriots
Il 29 ottobre 2019 Folk firmò con i New England Patriots. In quella stagione segnò 14 field goal su 17. Il 24 agosto 2000 rifirmò con la squadra. Nel dodicesimo turno fu premiato come giocatore degli special team della AFC della settimana grazie al field goal della vittoria da 50 yard contro gli Arizona Cardinals. Nel 2020 segnò 33 field goal su 33.
Nel secondo turno della stagione 2021, Folks stabilì un record di franchigia segnando il 32º field goal consecutivo. La sua striscia si chiuse poi a quota 36. Chiuse la stagione guidando la NFL assieme a Daniel Carlsson in punti segnati. Il 15 marzo 2022 firmò un nuovo contratto biennale da 5 milioni di dollari. In quella stagione segnò 32 field goal su 37. Nel Draft NFL 2023 i Patriots scelsero il kicker Chad Ryland e Folk fu scambiato.

### Tennessee Titans
Il 29 agosto 2023 Folk fu scambiato con i Tennessee Titans per una scelta del settimo giro del 2025. Nel primo turno segnò 5 field goal su 5, segnando tutti i punti dei Titans. Nel turno successivo fu premiato come giocatore degli special team della AFC della settimana per la sua prestazione contro i Los Angeles Chargers in cui segnò da 41 yard il field goal della vittoria nei tempi supplementari.

## Palmarès
- Convocazioni al Pro Bowl: 1

2007
- PFWA All-Rookie Team - 2007